# 勞蒂河
47°08′02″N 9°03′45″E / 47.13401°N 9.06250°E
勞蒂河是瑞士的河流，位於該國東部，流經格拉魯斯州，屬於林特河的支流，河道全長4.8公里，流域面積65.6平方公里，該河流發源自上湖。